# Harley-Davidson 125
Die Harley-Davidson 125 ist ein von 1948 bis 1952 gebautes Motorrad der US-amerikanischen Harley-Davidson Motor Company.
Das Modell ist ein Nachbau der unter Leitung von Hermann Weber konstruierten und von 1940 bis 1944 von der Auto Union AG im DKW-Stammwerk Zschopau gebauten DKW RT 125, deren Konstruktion nach dem Ende des Zweiten Weltkriegs nicht mehr geschützt (a) war und von verschiedenen Herstellern in mehreren Ländern nachgebaut wurde.
Die Konstruktion wurde von Harley-Davidson nur geringfügig geändert und von der 125 das von 1953 bis 1959 gebaute Modell 165 mit auf 165 cm³ vergrößertem Hubraum abgeleitet. Bis 1962 folgten weitere Modellvarianten mit den Bezeichnungen Hummer, Super 10, Pacer, Scat und Ranger, die sowohl den Rahmen als auch den Motor in ihrer Grundkonstruktion beibehielten und sich modellabhängig nur im Hubraum, dem Übersetzungsverhältnis zum Hinterrad, der Ausstattung sowie den Anbauteilen unterschieden. Erst das ab 1963 gebaute vergleichbare Modell Bobcat hatte bei nahezu baugleichem Motor eine abweichende Rahmenbauart (Hinterradführung in einer Dreiecksschwinge mit Zugfedern).

## Modellgeschichte und Technik

### Modelle 125 und 165
Laut dem Autor und Motorjournalisten Doug Mitchel herrschte unter den nach Ende des Zweiten Weltkriegs in die USA zurückgekehrten Soldaten ein großes Mobilitätsbedürfnis. Viele von ihnen hatten im Krieg militärische Harley-Davidson-Motorräder gesehen oder gefahren. Daher soll das Unternehmen den Bau eines kostengünstigen Motorrads für diesen großen Kundenkreis beschlossen haben. Die Wahl fiel auf einen Nachbau der bis 1944 in Deutschland von der Auto Union hergestellten DKW RT 125, die in größeren Stückzahlen auch an die Wehrmacht geliefert worden war. Das Motorrad, dessen Konstruktion nach dem Krieg nicht mehr geschützt war, wurde zuerst ab 1946 in der Sowjetunion als M1A „Moskwa“ und К-125 weitergebaut, und zwar auf Maschinen, die als deutsche Reparationsleistungen in die Sowjetunion verbracht worden waren. In Großbritannien baute BSA das Modell ab 1948 als Bantam D1.
Das Harley-Modell sollte nach Recherchen des Harley Hummer Club ursprünglich 1947 auf den Markt kommen, doch verzögerte sich der Produktionsbeginn bis Anfang 1948. Händlern wurde der fahrfertige Prototyp erstmals am 24. November 1947 in Milwaukee gezeigt. Wahrscheinlich standen die ersten Modelle im Dezember 1947 in den Ausstellungsräumen der Händler. Das erste „Betriebs- und Wartungshandbuch“ ist auf Dezember 1947 datiert, ein „Fahrerhandbuch“ erschien im Januar 1948. In der Literatur findet sich neben der abweichenden Modellbezeichnung S-125 (die es nach den Werksunterlagen nicht gab) auch die Angabe, dass Harley-Davidson in den ersten sieben Monaten des Jahres 1947 bereits 10.000 Stück verkauft habe – vermutlich ein Schreibfehler beim Jahr, da das Modell erst 1948 in Produktion ging. Die 125 kostete 1948 325,00 US-Dollar. Rahmen, Tank, Kotflügel und weitere Anbauteile waren einheitlich schwarz lackiert. Auf Wunsch gab es Chromfelgen für 7,50 US$ Aufpreis. Später wurden außer Schwarz auch andere Farben angeboten. Es gab weder einen Soziussitz noch eine Möglichkeit der Nachrüstung, dafür aber in einem Zubehörkatalog von 1949 einen Gepäckträger. Neben weiteren Teilen wie einem Windschild, Sturzbügeln, Stopplicht und verchromten Zierteilen für die Schutzbleche wurden dort bereits Merchandise-Artikel wie T-Shirts und Anstecker mit dem Markenzeichen sowie Sonnenbrillen angeboten.
Die wesentlichen technischen Merkmale der Harley-Davidson 125 waren identisch mit denen des Vorbilds DKW RT 125: geschlossener Einrohrrahmen, Parallelogrammgabel mit Gummibandfederung als Vorderradführung sowie ungefederte Radaufhängung des Hinterrads; fahrtwindgekühlter Einzylinder-Zweitaktmotor mit Flachkolben, Schnürle-Umkehrspülung und Gemischschmierung. Motorblock und Zylinderkopf bestanden aus einer Aluminiumlegierung, der Zylinder aus Grauguss. Die Kraftübertragung vom Motor über eine Lamellenkupplung an das Getriebe (Primärtrieb) und von dort an das Hinterrad (Sekundärantrieb) erfolgte jeweils über eine Kette.
Abweichend vom DKW-Original war das Zündschloss im Tank integriert und lag neben der außermittig angeordneten Einfüllöffnung. Der Tachometer saß bei den ersten Modellen mit Parallelogrammgabel in der Verkleidung des Frontscheinwerfers, bei den späteren Modellen mit Teleskopgabel in einer Blechabdeckung am oberen Ende der Gabel. Statt eines Hauptständers hatte das Harley-Davidson-Modell nur einen Seitenständer.
Die 125 wurde fortlaufend modellgepflegt. Neben Kleinigkeiten und breiteren Kotflügeln war die bedeutendste Änderung der Einbau einer hydraulisch gedämpften Teleskopgabel ab Baujahr 1951.
1953 brachte Harley-Davidson als Nachfolger der 125 das Modell 165 mit vergrößertem Hubraum auf den Markt. Hierfür wurde bei gleichbleibendem Kolbenhub die Zylinderbohrung geringfügig erweitert. Der Zylinder samt Zylinderdeckel wurde kantiger bei gleichzeitig vergrößerter Rippenoberfläche. Durch den Einsatz neuartiger Legierungen/Materialien wurde ein insgesamt ruhigerer Motorlauf erzielt. Der Vergaser erhielt einen Luftfilter und eine Abdeckung aus Leichtmetall, die auf der Außenseite optisch die Zylinderrippen fortsetzte. Am Rahmen wurde der Lenkkopfwinkel geringfügig verändert, um die Fahrstabilität zu erhöhen. Dadurch verlängerte sich der Radstand etwas. Es gab wahlweise einen Flachlenker oder (gegen Aufpreis) einen Hochlenker. Im ersten Jahr kostete die 165 in der Standardausführung 455 US$, in der Luxusversion mit verchromten Teilen 15 US$ mehr.
Ein Test der Zeitschrift Cycle Magazine aus dem Januar 1953 urteilte:

“Overall, the Harley 165 is rugged, very good looking, economical and handles exceptionally well. […] The bike was most impressive as a practical and economical transportation piece; excellent for beginners, providing the front brake were revamped, and undoubtedley one of the most durable in its class. It rides surprisingly well for a rigid frame model and is a quality machine throughout.”

„Insgesamt ist die Harley 165 robust, sieht sehr gut aus, ist sparsam und lässt sich hervorragend handhaben. […] Das Motorrad überzeugte vor allem als praktisches und preisgünstiges Transportmittel; hervorragend für Anfänger geeignet, vorausgesetzt, die Vorderradbremse würde überarbeitet, und zweifellos eines der langlebigsten seiner Klasse. Für ein Modell mit starrem Rahmen fährt es sich überraschend gut und ist durch und durch eine Qualitätsmaschine.“

Die Harley-Davidson 165 wurde bis Ende 1959 gebaut.

### Weitere Modellvarianten

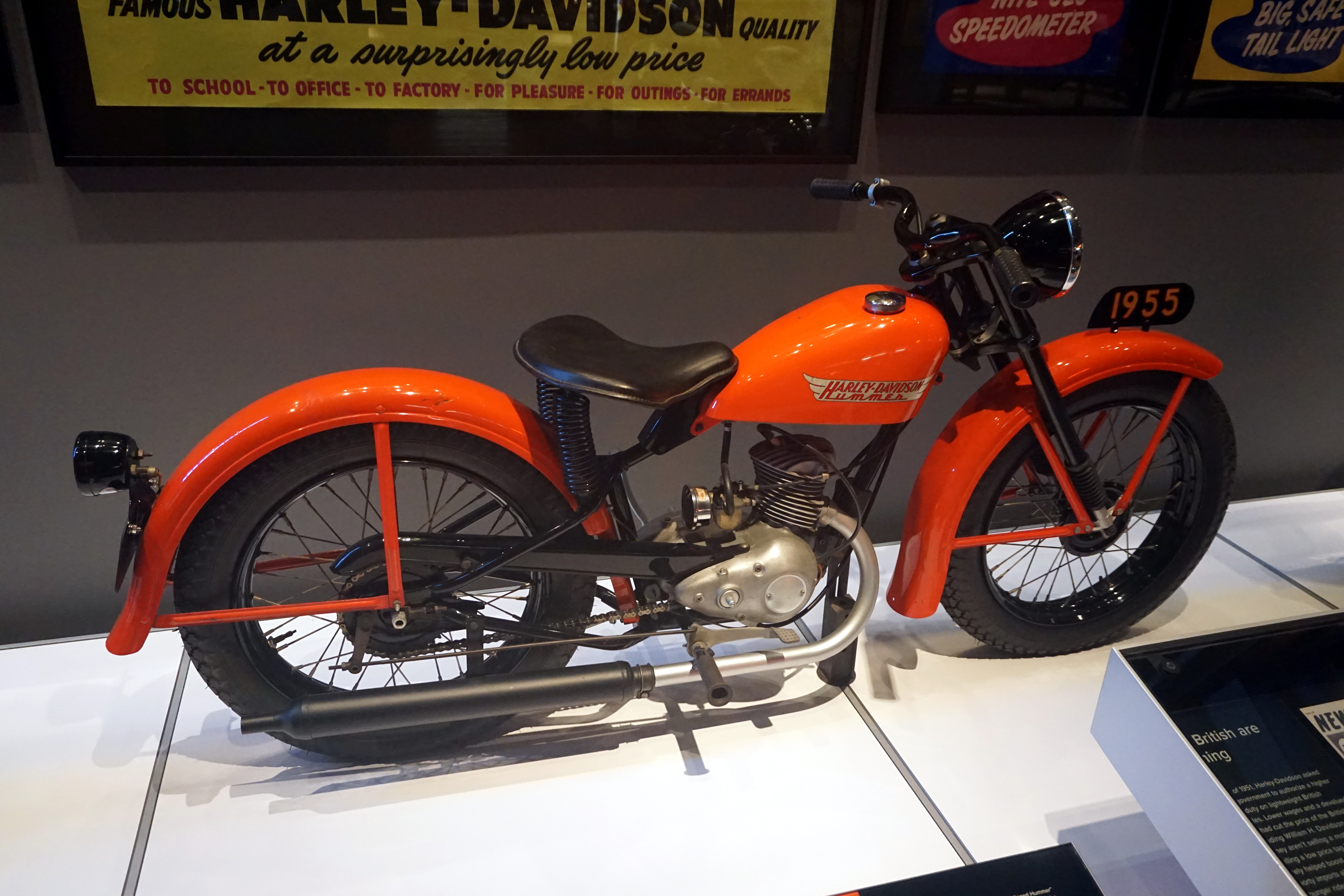
Harley-Davidson Hummer, Baujahr 1955, im Harley-Davidson Museum in Milwaukee

1955 brachte der Hersteller das Modell Hummer auf den Markt. Es war eine dem Ursprungsmodell 125 ähnliche Einstiegsvariante. Beim Hubraum ging man wieder auf 125 cm³ zurück, bei gegenüber der 125 leicht erhöhter Leistung. Seinen Namen erhielt das Modell zu Ehren des ungewöhnlich erfolgreichen Händlers Dean Hummer aus Omaha (Nebraska), der mehr 125 und 165 verkauft hatte als jeder andere Händler in den USA. Die Hummer kostete 320 US$ und wog 178 lb (81 kg); ihr Motor leistete 3,5 PS (2,6 kW). Gebaut wurde sie, wie die 165, bis Ende 1959.
Als Nachfolger der 165 wurde zwischen 1960 und 1961 die Super 10 produziert. Sie hatte den Motor der Hummer mit einem auf 165 cm³ vergrößerten Hubraum.
Ab Anfang 1962 gab es drei Modellvarianten. Die Variante Ranger war für den Einsatz im Gelände vorgesehen; sie hatte weder Lichtanlage noch Hupe oder Tachometer und auch kein vorderes Schutzblech. Die Endübersetzung war durch ein großes 84-Zähne-Kettenrad an der Hinterradnabe für eine hohe Steigfähigkeit ausgelegt. Während diese Version nur ein Jahr in der Produktion blieb, wurden die beiden anderen Varianten bis 1965 gebaut: Die Pacer ähnelte der Super 10, hatte aber 175 cm³ Hubraum. Im ersten Modelljahr erhielt sie noch den seit 1948 nahezu unveränderten Rahmen ohne Hinterradfederung, ab 1963 dann den Rahmen der Harley-Davidson Bobcat mit Hinterradführung in einer Dreiecksschwinge und unterliegenden Zugfedern. Die Scat hatte ebenfalls 175 cm³ Hubraum und war mit Stollenbereifung und kürzeren Kotflügeln auf Geländegängigkeit ausgelegt.

## Technische Daten
|                       | Harley-Davidson 125                                                                     | Harley-Davidson 165                                       |
| --------------------- | --------------------------------------------------------------------------------------- | --------------------------------------------------------- |
| Baujahre              | 1948–1952                                                                               | 1953–1959                                                 |
| Motor                 | fahrtwindgekühlter Einzylinder-Zweitaktmotor, Kickstarter                               | fahrtwindgekühlter Einzylinder-Zweitaktmotor, Kickstarter |
| Steuerung             | Schlitzsteuerung                                                                        | Schlitzsteuerung                                          |
| Ladungswechsel        | Umkehrspülung                                                                           | Umkehrspülung                                             |
| Bohrung × Hub         | 2,06 in (52 mm) × 2,281 in (58 mm)                                                      | 2,375 in (60 mm) × 2,281 in (58 mm)                       |
| Hubraum               | 7,5 cu in (122,9 cm³)                                                                   | 10,1 cu in (165,5 cm³)                                    |
| Verdichtung           | 6,6 : 1                                                                                 | 6,6 : 1                                                   |
| Nennleistung          | 3 PS (2,2 kW)                                                                           | 5,5 PS (4 kW)                                             |
| Gemischaufbereitung   | Vergaser                                                                                | Vergaser                                                  |
| Schmierung            | Zweitaktgemisch 1 : 25                                                                  | Zweitaktgemisch 1 : 25                                    |
| Zündung               | Batteriezündung, kontaktgesteuert                                                       | Batteriezündung, kontaktgesteuert                         |
| Bordspannung          | 6 V                                                                                     | 6 V                                                       |
| Kupplung              | Mehrscheibenkupplung im Ölbad                                                           | Mehrscheibenkupplung im Ölbad                             |
| Getriebe              | 3-Gang mit Fußschaltung                                                                 | 3-Gang mit Fußschaltung                                   |
| Endantrieb            | Kette                                                                                   | Kette                                                     |
| Rahmen                | Einrohrrahmen mit Unterzug                                                              | Einrohrrahmen mit Unterzug                                |
| Maße (L × B × H)      | 80,5 in (2.045 mm) × 26,5 in (673 mm) × ? mm                                            | 81 in (2.057 mm) × 26,5 in (673 mm) × ? mm                |
| Radstand              | 50 in (1.270 mm)                                                                        | 50,5 in (1.283 mm)                                        |
| Sitzhöhe              | 28,5 in (724 mm)                                                                        | 28,5 in (724 mm)                                          |
| Radaufhängung vorn    | Parallelogrammgabel mit Gummibandfederung; ab 1951: Teleskopgabel, hydraulisch gedämpft | Teleskopgabel, hydraulisch gedämpft                       |
| Radaufhängung hinten  | Starrrahmen                                                                             | Starrrahmen                                               |
| Felgengröße vorn      | Drahtspeichenrad, ? × 19″                                                               | Drahtspeichenrad, ? × 19″                                 |
| Felgengröße hinten    | Drahtspeichenrad, ? × 19″                                                               | Drahtspeichenrad, ? × 19″                                 |
| Bereifung vorn        | 3,25–19″                                                                                | 3,25–19″                                                  |
| Bereifung hinten      | 3,25–19″                                                                                | 3,25–19″                                                  |
| Bremse vorn           | Innenbacken-Trommelbremse (Halbnabe), Ø 5 in (127 mm)                                   | Innenbacken-Trommelbremse (Halbnabe), Ø 5 in (127 mm)     |
| Bremse hinten         | Innenbacken-Trommelbremse (Halbnabe), Ø 5 in (127 mm)                                   | Innenbacken-Trommelbremse (Halbnabe), Ø 5 in (127 mm)     |
| Leergewicht           | 170 lb (77 kg) mit Parallelogrammgabel; 200 lb (91 kg) mit Teleskopgabel                | 200 lb (91 kg)                                            |
| Tankinhalt            | 6,6 l                                                                                   | 6,6 l                                                     |
| Höchstgeschwindigkeit | 50 mph (80 km/h)                                                                        | 58 mph (93 km/h)                                          |